# Ekkehard Brose
Ekkehard Brose (* 6. Mai 1958 in Hamburg) ist ein deutscher Diplomat. Von 2019 bis 2023 war er Präsident der Bundesakademie für Sicherheitspolitik (BAKS) in Berlin.

## Leben
Nach dem Abitur 1976 diente Brose für zwei Jahre als Zeitsoldat in der Marine, bevor er von 1978 bis 1981 an der Universität Köln Volkswirtschaftslehre, Politik und Philosophie studierte. Sein anschließendes Aufbaustudium als Rhodes-Stipendiat an der Universität Oxford schloss er 1983 mit einem MPhil in Internationalen Beziehungen ab.
1984 trat Brose in das Auswärtige Amt ein, wo er nach der zweijährigen Diplomatenausbildung zunächst in der Abteilung für Rüstungskontrolle arbeitete. Es folgten Verwendungen als Wirtschaftsreferent an der Botschaft Moskau, ab 1990 wieder in Bonn im Ministerbüro von Hans-Dietrich Genscher sowie Klaus Kinkel und ab 1993 als Pressereferent an der Botschaft Washington. Von 1996 bis 2000 war Brose Stellvertretender Büroleiter der Generalsekretäre der NATO Javier Solana sowie Lord Robertson in Brüssel. In dieser Zeit war er an den Verhandlungen der NATO-Russland-Grundakte beteiligt.
Anschließend arbeitete er als Referatsleiter zunächst in der Europaabteilung, später in der Politischen Abteilung des Auswärtigen Amtes in Berlin. 2004 wurde er Unterabteilungsleiter in der Europaabteilung und ging anschließend als Wirtschaftsgesandter an die deutsche Botschaft in Moskau. Von 2010 bis 2013 war er stellvertretender Botschafter an der deutschen NATO-Vertretung in Brüssel. Das folgende Jahr verbrachte Brose als Gastwissenschaftler im Fachbereich Sicherheitspolitik bei der Stiftung Wissenschaft und Politik in Berlin. Von 2014 bis 2016 vertrat er als Botschafter die Bundesrepublik Deutschland im Irak.
Nach seiner Rückkehr nach Berlin arbeitete er als Beauftragter für zivile Krisenprävention und Stabilisierung im Auswärtigen Amt. In dieser Funktion nahm er zugleich den Ko-Vorsitz der Arbeitsgruppe Stabilisierung in der internationalen Anti-IS-Koalition wahr. Im Oktober 2019 wurde Brose zum Präsidenten der Bundesakademie für Sicherheitspolitik in Berlin ernannt. Dieses Amt hatte er bis Dezember 2023 inne. Ihm folgte Wolf-Jürgen Stahl nach.
Brose ist verheiratet und Vater vier erwachsener Kinder.